# Margareta Bourelius
Margareta Karlsdotter Bourelius, född 26 september 1942 i Solna, är en svensk keramiker

## Biografi
Margareta Boureliusbörjade tidigt praktisera i modern, Elsi Boureliuss keramikverkstad och fortsatte sedan sin utbildning till keramiker hos Gutte Eriksen i Danmark och Eva Kumpman i Tyskland. 1964-66 studerade hon vid Ingenieur und Werkschule für Keramik i Höhr-Grenzhausen i Tyskland. Här undervisades i glasyrer, brännteknik, skulptur, teckning och drejning. 
1967 blev Margareta Bourelius delägare i firman Bourelius Keramik där hon tillsammans med modern Elsi arbetade i 40 år. Tillsammans utvecklade de produktion av brukskeramik och prydnadskeramik som historiska skulpturer av kungar och drottningar, damer och herrar i praktfulla, färgrika och glänsande kläder. 
Margaretas Bourelius verk signerades Margareta Bourelius, tidiga verk signerades Marga.
Bourelius Keramik hade permanent utställning i de egna lokalerna, först på Ebbetorp och sedan på Gårdarp. Utställningslokalen var ritad av arkitekterna Jaenecke & Samuelsson.

## Utställningar
1972 och framåt utställningar på flera slott bland andra Bjärsjölagårds slotts julmarknad, Bäckaskogs slott och Övedsklosters slott, 1973 Bosjökloster,1973 Landskrona Konsthall, 1977 Ystads museums Vårsalong, 1982 Ekerums konstsalong, Öland, 1987 Galleri Moment, Ängelholm, 2001 Sacramento, USA, 2009 Sjöbo konsthall

## Externa	länkar
- https://www.signaturer.se/Sverige/Bourelius.htm
- https://retrocrafts.se/1900-talet/elsi-bourelius-mer-an-bara-blomsterflicka/